# Tianjin FAW Toyota Motor Company
Tianjin FAW Toyota Motor ist ein Unternehmen der Automobilindustrie aus der Volksrepublik China.

## Beschreibung
Tianjin Automotive Xiali und Toyota gründeten laut zweier Quellen im November 1999 Tianjin-Toyota Motor. Andere Quellen geben Juni 2000 bzw. Juli 2000 an. Beide Partner hielten 50 % der Anteile. Der Sitz ist in Tianjin. Im Oktober 2002 begann die Produktion von Automobilen mit dem Markennamen Toyota.
Im Juni 2002 übernahm China FAW Group große Anteile an Xiali, woraus Tianjin FAW Xiali Automobile entstand.
2003 erfolgte die Umfirmierung des Gemeinschaftsunternehmens in Tianjin FAW Toyota Motor. Toyota hielt 40 % der Anteile, Tianjin FAW Xiali Automobile 30 %, FAW 20 % und Toyota Motor (China) Investment 10 %. Zwei Quellen präzisieren auf September 2003.
Seit Mai 2006 werden die Fahrzeuge unter dem Markennamen FAW und entweder dem Zusatz Tianjin Toyota oder nur Toyota vertrieben.
2008 waren 8786 Mitarbeiter beschäftigt. Die Zahl stieg zum Jahresende 2011 auf 12.828.

## Modelle
Im Oktober 2002 war der Vios als Limousine das erste Modell. Er blieb bis Dezember 2007 in Produktion.
Im Februar 2004 folgte der Corolla.
Im März 2005 kam die Limousine Crown mit über 4,90 m Länge dazu.
Im Oktober oder November 2005 folgte die Limousine Reiz mit etwa 4,70 m Länge.
Seit März 2017 wird der Vios als Kombilimousine (auf anderen Märkten als Yaris (XP150) bekannt) hergestellt.

## Produktionszahlen
2005 wurden 130.930 Fahrzeuge hergestellt. Im Folgejahr waren es 208.359 und im Jahr danach 270.725.